# Sanhe (ort i Kina, Hubei Sheng, lat 30,98, long 113,68)
Sanhe (kinesiska: 三合, 三合镇) är en ort i Kina. Den ligger i provinsen Hubei, i den centrala delen av landet, omkring 73 kilometer nordväst om provinshuvudstaden Wuhan. Antalet invånare är 28 568. Befolkningen består av 13 761 kvinnor och 14 807 män. Barn under 15 år utgör 12,0 %, vuxna 15-64 år 76 %, och äldre över 65 år 10,0 %.
Runt Sanhe är det tätbefolkat, med 819 invånare per kvadratkilometer. Närmaste större samhälle är Chengzhong, 12,7 km väster om Sanhe. Trakten runt Sanhe består till största delen av jordbruksmark.
Genomsnittlig årsnederbörd är 1 441 millimeter. Den regnigaste månaden är juli, med i genomsnitt 203 mm nederbörd, och den torraste är december, med 19 mm nederbörd.